# Мормонская война в Иллинойсе
Мормонская война (англ. Illinois Mormon War) — столкновения между мормонами и жителями округа Хэнкок штата Иллинойс, США, (1844—1846).

## Причины и предпосылки
Поначалу местное население тепло встретило мормонов, основавших в 1839 году поселение в г. Наву, однако вскоре, испугавшись роста влияния религиозной общины, стало относиться к ним с подозрением.

## Повод
В июне 1844 года страсти накалились, мормоны поставили под ружье ополченцев, а местные жители собрали отряд в 1,5 тысячи человек. Пытаясь спасти положение, лидер мормонов Джозеф Смит сдался властям, но 27 июня на территории тюрьмы он и его брат Хайрам были убиты разъярённой толпой.

## Ход войны
Полиции штата с трудом удавалось сдерживать враждующие стороны. Осенью 1845 года мормоны пообещали уйти из Иллинойса следующей весной. Собраться к сроку они не успели, и осенью 1846 года на их посёлок было совершено нападение, несколько десятков человек погибло. После смерти Смита новым лидером мормонов стал Бригам Янг. Под его руководством члены Церкви Иисуса Христа Святых последних дней оставили Иллинойс и начали переселение на Запад. Столкновения прекратились только в середине декабря, когда все мормоны ушли на запад по так называемой Мормонской тропе.